# Nozjarevo
Nozjarevo (bulgariska: Ножарево) är ett distrikt i Bulgarien.   Det ligger i kommunen Obsjtina Glavinitsa och regionen Silistra, i den nordöstra delen av landet, 300 km öster om huvudstaden Sofia.
Omgivningarna runt Nozjarevo är en mosaik av jordbruksmark och naturlig växtlighet. Runt Nozjarevo är det ganska glesbefolkat, med 36 invånare per kvadratkilometer.